# Historia de la región mediterránea
La historia de la región mediterránea es la de la interacción entre las culturas y la gente de las tierras que rodean sus costas, la vía principal de transporte para el intercambio comercial y cultural entre los diversos pueblos hasta la llegada de Cortez y el transporte aéreo. El conocimiento de esta historia es importante para entender el origen y desarrollo de Mesopotamia, Egipto, Persia, Fenicia, así como el de los pueblos judío, griego, latinos (Italia, Francia, España y  Portugal), árabes y la cultura otomana, y por lo tanto es necesario para comprender el posterior desarrollo de la civilización occidental.
El mar mediterráneo ha sido uno de los más importantes para el ser humano debido a que es poco profundo y tiene escasas corrientes lo que facilita la navegación.
Sus riberas tienen un clima templado con veranos secos y calurosos así como inviernos con heladas y lluvias suficientes para la agricultura. Además sus islas están a poca distancia de los territorios continentales lo que ha facilitado el contacto entre los pueblos y el traslado de mercancías.

## Primeras civilizaciones

El llamado Creciente fértil

La fértil zona del Mediterráneo oriental vio nacer el Neolítico en occidente y crecer las primeras civilizaciones. La primera fue Sumeria, que surgió en Mesopotamia en el IV milenio a. C., y poco después el valle del Nilo se unía bajo los primeros faraones; la civilización se extendió rápidamente por el Levante (Siria, Líbano e Israel), un área de similar geografía y clima que facilita el crecimiento de plantas anuales con semillas comestibles y con una mayor productividad a lo largo de las estaciones que las plantas perennes. En el Creciente se encuentran las plantas que fueron más importantes en el neolítico, como el farro, trigo, cebada, lino, garbanzo, guisante, lenteja o el yero, y allí comenzó la domesticación de cinco especies de animales: la vaca, la cabra, la oveja, el cerdo y el caballo.
Más tarde, se desarrollaron los grandes imperios de Asia Menor, como el asirio y el hitita. La expansión se retrasó hasta que fueron capaces de construir barcos apropiados para cruzar el mar, al tiempo que se desarrollaban las sociedades en Chipre y otras islas, y en Creta florecía la civilización minoica. Mientras que en las primeras épocas prosperaron las ciudades situadas junto a los ríos, las sociedades situadas en la costa se enriquecieron posteriormente con el comercio marítimo, consiguiendo mayor poder.
También se desarrolló la civilización griega en el extremo noreste de mediterráneo en los territorios que hoy ocupa Grecia en las costas de Asia Menor (Turquía) y en varias islas como Creta, Chipre, Rodas, y Sicilia.

## Edad Antigua
Los más notables fueron las ciudades estados griegas y fenicias. Los griegos se extendieron a través del mar Negro y al sur hasta el mar Rojo. Los fenicios exploraron el Mediterráneo occidental, incluyendo el norte de África y la península ibérica. El núcleo fenicio en el Levante estaba dominado por los reinos arraigados al este, en Mesopotamia y Persia, y los fenicios proporcionaban a menudo las fuerzas navales del aqueménida.

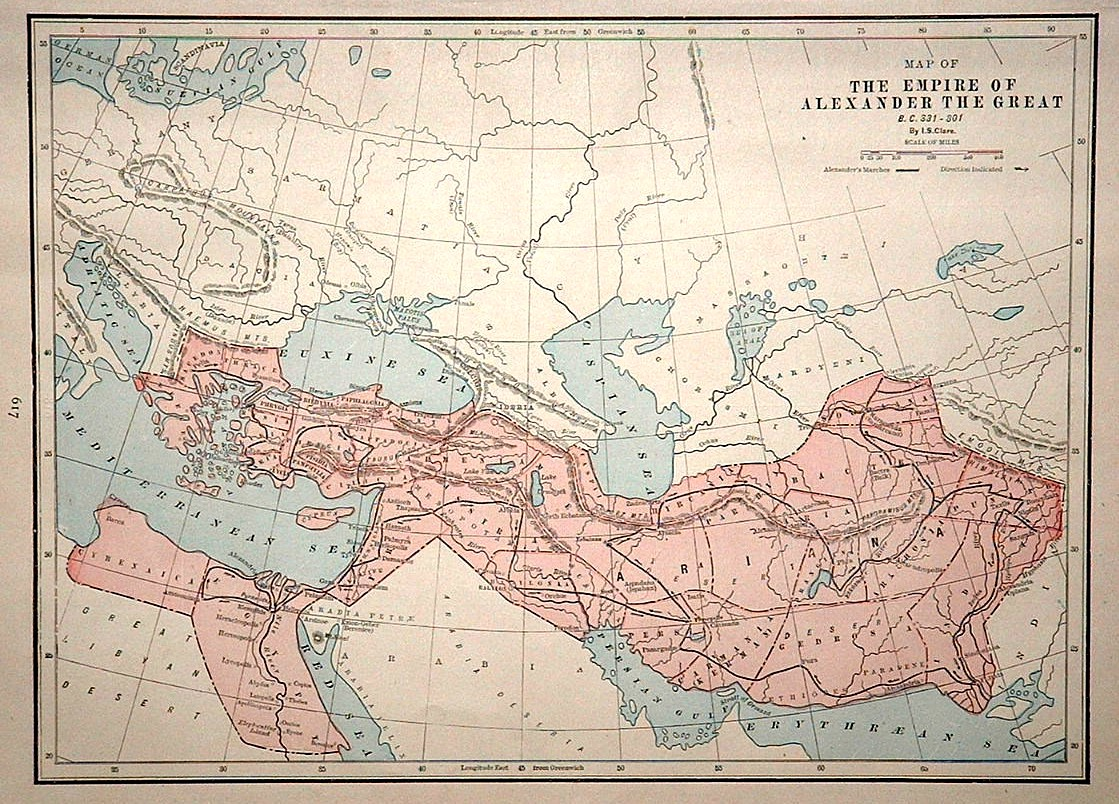
Conquistas de Alejandro Magno.

Al norte de Grecia continental, en Macedonia, la habilidad tecnológica y de organización griega se forjó a través de diferentes guerras, en las que vencían gracias a la caballería. Bajo el mando de Alejandro Magno, esta fuerza se encaminó al este, y en una serie de tres batallas decisivas, derrotó a las fuerzas persas y tomó su imperio, que incluía Egipto y las tierras fenicias. Con ello, los centros principales del Mediterráneo se integraron en el imperio de Alejandro. Su imperio no le sobrevivió, y el Oriente Medio, Egipto, y Grecia fueron otra vez independientes, pero las conquistas de Alejandro difundieron los conocimientos y las ideas griegas a través de la región. 
La región mediterránea oriental fue eclipsada en el 220 a. C. por los pueblos del oeste. En África del norte, la colonia fenicia de Cartago creció hasta dominar sus alrededores con un imperio que mantuvo muchas de las características fenicias. Sin embargo, fue una ciudad en la península italiana, Roma, la que dominaría toda la cuenca mediterránea.

El Imperio romano en su época de mayor expansión. (año 60)

 Expandiéndose primero a través de Italia, Roma derrotó a Cartago en las guerras púnicas, convirtiéndose en la fuerza principal de la región. Los romanos pronto invadieron el este que regía Grecia, y la herencia griega desempeñó un papel importante en el Imperio romano. En esta época las culturas costeras que se dedicaban al comercio habían dominado sobre los valles interiores que habían sido la cuna de las grandes civilizaciones. En Egipto se desplazó el centro del poder desde el Nilo hacia Alejandría. Mesopotamia se convirtió en una región fronteriza entre el Imperio romano y los persas.
Durante varios siglos el Mediterráneo fue el Mare Nostrum ('Nuestro mar'), un «lago romano» rodeado por todos lados por el Imperio romano de Occidente. Una provincia del imperio era Judea, y con el tiempo, una religión fundada allí, el cristianismo, se extendió por el Imperio y se convirtió en su fe oficial. El imperio comenzó a derrumbarse y cayó en el siglo V. El este era temporalmente otra vez dominante: el Imperio bizantino formado con la mitad oriental del romano. La parte occidental, la Galia, Iberia, y el Magreb, fueron invadidos por las gentes nómadas de la estepa eurasiática. Estos conquistadores pronto se asentaron, adoptaron muchas de las costumbres locales, y formaron muchos y pequeños reinos que guerreaban entre sí.

## Historia medieval de España

El Califato de Córdoba en el año 910.

El poder en la región mediterránea en el año 750 se desplaza al este, con el islam, mientras que los imperios bizantino y persa se fueron debilitando por siglos de guerra. En una serie de conquistas rápidas, los ejércitos árabes motivados por Islam y conducidos por los Califas y por comandantes militares expertos se extendieron por el Oriente Medio: redujeron los dominios bizantinos a la mitad e invadieron totalmente Persia. En Anatolia fueron detenidos por Bizancio, pero los gobernadores bizantinos y los reinos indígenas de África del norte no tenían capacidad defensiva suficiente, y los conquistadores musulmanes barrieron la región. En el oeste cruzaron el mar y tomaron Hispania, siendo detenidos en el sur de Francia por los francos.
Gran parte del norte de África se convirtió en un área periférica subordinada a los centros principales del Oriente Medio, pero Iberia (al-Ándalus) y Marruecos pronto rompieron de este control distante y fundaron una de las sociedades más avanzadas del mundo en esa época, sólo comparable a Bagdad en el Mediterráneo oriental.

El Mediterráneo oriental en 1450.

Europa se restablecía, con estados organizados y centralizados que se comenzaron a formar a final de la Edad Media. Motivados por la religión y los sueños de conquista, los reyes de Europa lanzaron varias Cruzadas para intentar derrotar al poder musulmán y retomar tierra santa. Las Cruzadas no consiguieron esa meta, y consiguieron debilitar el poder del imperio bizantino, que ya que se tambaleaba, y que comenzó a perder cada vez mayores extensiones de terreno a manos de los turcos otomanos. Otra consecuencia de las cruzadas fue el desvío del equilibrio de poder en el mundo musulmán, con el que Egipto emergió de nuevo como potencia importante en el Mediterráneo.
La República de Venecia consiguió la supremacía en el este de la cuenca mediterránea tras la Cuarta Cruzada.
Entre 1275 y 1344 tuvo lugar un conflicto por la supremacía en el estrecho de Gibraltar. El conflicto, en el que intervinieron el Sultanato benimerín, el reino nazarí de Granada, la Corona de Castilla, la Corona de Aragón, el Reino de Portugal y la República de Génova, destacó por constantes cambios de alianzas entre los diferentes actores.
En 1347 la peste negra se extendió desde Constantinopla por la cuenca mediterránea.
Los reinos europeos continuaban aumentando su poder mientras comenzaba el Renacimiento. Este comenzó en el norte de Italia. Los estados islámicos nunca habían sido fuerzas navales importantes, y el comercio entre Oriente y Europa estaba en manos de comerciantes italianos, especialmente venecianos, que se beneficiaron extrordinariamente con ello.  
Ceuta fue tomada por el reino de Portugal en 1415, buscando socavar los intereses castellanos, aragoneses y genoveses en la zona.
El poder otomano continuó creciendo, y en 1453 el imperio bizantino desaparecía con la caída de Constantinopla. Los otomanos controlaron Grecia y los Balcanes, y pronto también comenzaron a extenderse hacia África del norte, que se había enriquecido con el comercio a través del desierto de Sáhara. Los portugueses, habían encontrado la manera de evitar este comercio negociando directamente con África occidental por medio de rutas marítimas. Esto fue posible gracias a un nuevo tipo de nave, la carabela que hizo provechoso el comercio en las difíciles aguas atlánticas por primera vez. La reducción del comercio con los vecinos del sur debilitó a África del norte, y la convirtió en blanco fácil para los otomanos.

## Edad Moderna

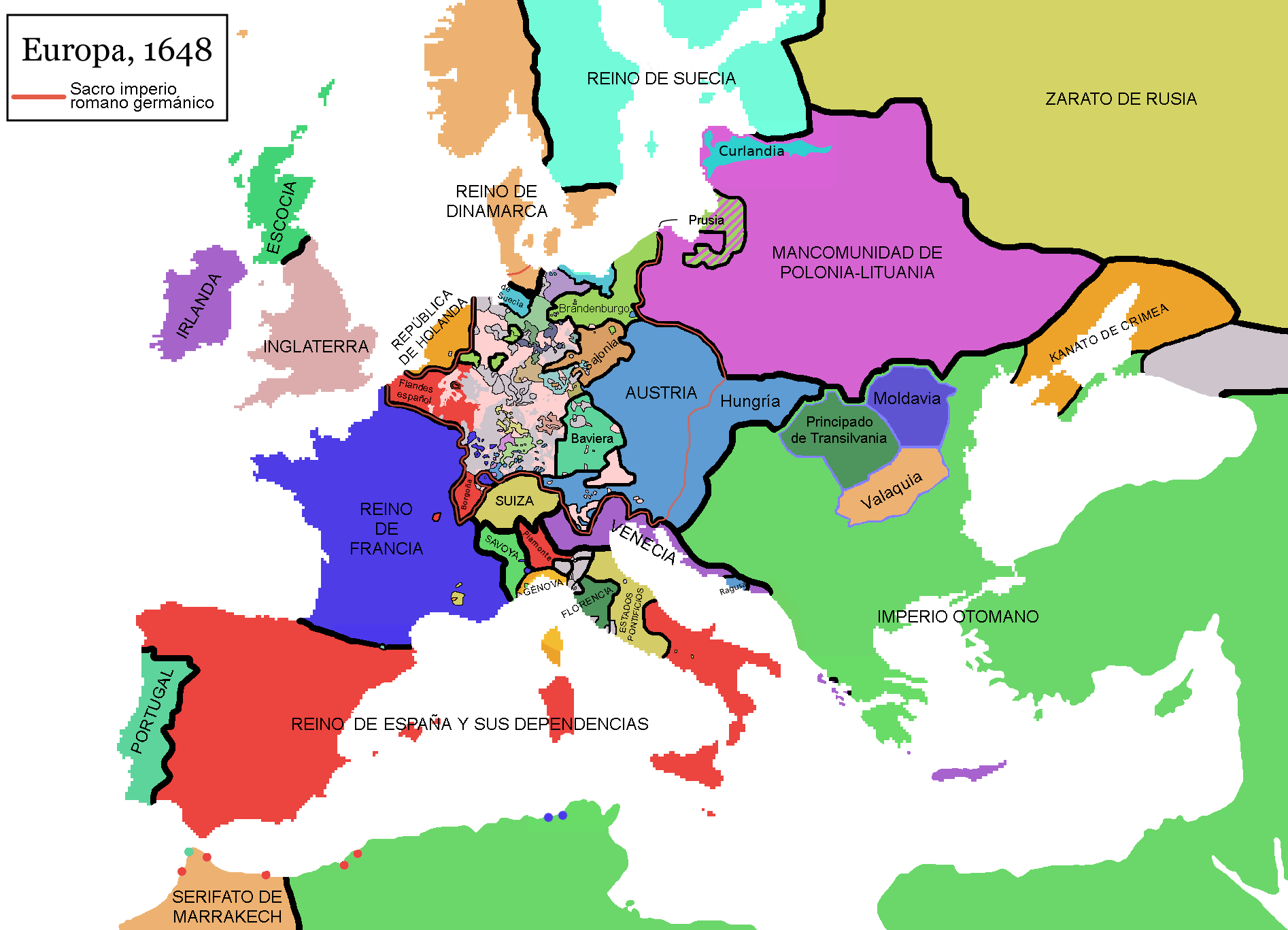
La cuenca mediterránea en 1650.

La conquista otomana de Rodas de 1522 a los caballeros hospitalarios dio pie al predominio otomano exclusivo en dicha zona del mediterráneo.
El poderío naval cada vez mayor de los países europeos se enfrentó en la batalla de Lepanto a la rápida expansión de los otomanos, pero solo los frenaron sin ser capaces de acabar con el Imperio: Chipre pasó a ser parte de él en 1571.
La monarquía hispánica trató de salvaguardar la presencia española en el norte de África mediante el establecimiento de estados musulmanes dependientes en Tremecén y Túnez, firmando tratados de paz con estos.
La resistencia de Túnez acabó en 1574 y, tras casi una generación sitiados, los venecianos fueron expulsados de Creta en 1669.
El equilibrio de poderes quedó establecido entre España y el imperio otomano hasta el siglo XVIII, cada uno dominando la mitad de la cuenca mediterránea, y reduciendo las marinas de guerra de los distintos estados italianos a una presencia testimonial.[cita requerida] Además, el imperio otomano alcanzó su objetivo de difundir la Fe musulmana a lo largo de la costa norte africana.
El desarrollo de la navegación oceánica comenzó a afectar a todo el Mediterráneo. El comercio con el Lejano Oriente dejó de pasar por la región, ya que la circunnavegación de África permitió que el oro, las especias, y los tintes se importaran directamente a los puertos atlánticos de Europa occidental.

El Mediterráneo tras la I guerra mundial.

Las Américas también se convirtieron en una fuente de riquezas para los países occidentales, abundancia de la cual algunos de los estados mediterráneos fueron excluidos en gran parte. La base del poder europeo cambió de lugar, trasladándose al norte, a la vez que Italia se convirtió en un área periférica dominada por extranjeros. El imperio otomano también comenzó a declinar de forma lenta, viendo cómo sus posesiones africanas alcanzaban la independencia de hecho y sus territorios europeos eran reducidos gradualmente por el poder en aumento de Austria y Rusia.

## Edad Contemporánea
A partir del siglo xix los estados europeos emprendieron la colonización de territorios de la cuenca mediterránea en el norte de África y en Oriente Medio. Francia invadió Argelia en 1830, y también Reino Unido consiguió el control de Egipto en 1882. El Imperio otomano se derrumbó finalmente tras la Primera Guerra Mundial, y sus territorios fueron divididos entre Francia y el Reino Unido: Levante para Francia, Mesopotamia para el Reino Unido, aunque las regiones turcas recuperaron rápidamente su independencia convirtiéndose en el estado independiente de Turquía. El norte de África fue la última zona en alcanzar su independencia, lo hizo en la década de 1950.